# Mungüi
Mungüi (en rus: Мунгуй) és un poble (un possiólok) del krai de Krasnoiarsk, a Rússia, que en el cens del 2010 tenia 11 habitants. Pertany al districte de Dudinka.